# Suka Damai (Mestong)
Suka Damai is een bestuurslaag in het regentschap Muaro Jambi van de provincie Jambi, Indonesië. Suka Damai telt 1762 inwoners (volkstelling 2010).